# EWMA-Karte
Eine EWMA-Karte (von engl. exponentially weighted moving average) ist eine Prozessregelkarte zur Darstellung von exponentiell gewichteten gleitenden Mittelwerten.

## Verwendung
EWMA-Karten eignen sich zur Überwachung von Prozessen, hinsichtlich ihrer zeitlichen Qualitätskonstanz, durch die Auswertung von Prüfdaten. Sie dienen der Statistische Prozesslenkung zur Optimierung von Produktions- und Serviceprozessen. Mit ihnen lassen sich geringe Verschiebungen des Prozessmittels (Trends) erkennen, die sich durch das geringere Gewichten zeitlich älterer Stichproben hervortun. Dabei werden alle jemals angesammelten Daten des überwachten Geschäfts oder des industriellen Prozesses verwendet. Während andere Regelkarten rationale Untergruppen von Proben einzeln behandeln, verfolgt das EWMA-Diagramm den exponentiell gewichteten gleitenden Durchschnitt aller vorherigen Abtastmittel. Sie eignet sich besonders für kleine Stichprobenumfänge und den Stichprobenumfang n = 1, da sie auch kleine Veränderungen zu erkennen mag, da die exponentielle Gewichtung der Mittelwerte zu engeren Regelgrenzen führt als bei der gewöhnlichen Mittelwertkarte.

## Diagramm
Ein Diagrammpunkt kann entweder für Einzelbeobachtungen oder auf Teilgruppen stehen, wobei der Wert der Teilgruppe aus dem Mittelwert der zur Teilgruppe gehörenden Einzelwerte errechnet wird. Für die Errechnung der einzelnen Punkte werden Informationen der vorangegangenen Punkte hinzugezogen und anschließend von dem Benutzer gewichtet. Vorteilhaft ist dabei, dass das Ergebnis durch in die Berechnung eingehende hohe oder niedrige Werte nur geringfügig beeinflusst wird. Es können fast alle Trends durch Änderung der Gewichtung ermittelt werden, im Allgemeinen werden kleinere Gewichtungen angegeben, um kleinere Trends zu erkennen. Eine exponentiell gewichtete Bewegungsvarianz kann verwendet werden, um eine Signifikanzbewertung oder -grenzen zu erhalten, die sich automatisch an die beobachteten Daten anpassen.

## Berechnung
Bei der Berechnung geht man von einer Zeitreihe {\displaystyle x_{1},x_{2},x_{3},\ldots } aus. Das Ziel ist es, im Zeitpunkt {\displaystyle t} den Wert {\displaystyle x_{t+1}} durch einen Wert {\displaystyle {\ddot {x}}_{t+1}} zu prognostizieren. Für diese Prognose verwendet man den im Zeitpunkt {\displaystyle t} beobachteten Wert {\displaystyle x_{t}} und den im Zeitpunkt {\displaystyle t-1} erstellten Prognosewert {\displaystyle {\ddot {x}}_{t}}. Um {\displaystyle x_{t+1}} zu prognostizieren, korrigiert man die Prognose {\displaystyle {\ddot {x}}_{t}} um den Prognosefehler {\displaystyle x_{t}-{\ddot {x}}_{t}}:
{\displaystyle {\ddot {x}}_{t+1}={\ddot {x}}_{t}+(x_{t}-{\ddot {x}}_{t})}
Man erkennt, dass {\textstyle x_{t+1}} durch {\displaystyle x_{t}} herausfindbar ist. Vorangegangene Rechnungen zeigen, dass man bei der Korrektur nur einen Teil λ·(xt − ẍt) des Prognosefehlers berücksichtigen sollte. Dies führt zu folgender Prognose:
{\displaystyle {\ddot {x}}_{t+1}={\ddot {x}}_{t}+\lambda (x_{t}-{\ddot {x}}_{t})}
Verwendet man den Ausdruck in der vorherigen Gleichung zur Prognose, so spricht man von exponentieller Glättung 1. Ordnung. Man kann den Ausdruck auch noch folgendermaßen Umformen:
{\displaystyle {\begin{aligned}{\ddot {x}}_{t+1}&={\ddot {x}}_{t}+\lambda (x_{t}-{\ddot {x}}_{t})\\&={\ddot {x}}_{t}+\lambda x_{t}-\lambda {\ddot {x}}_{t}\\&=\lambda x_{t}+(1-\lambda ){\ddot {x}}_{t}\end{aligned}}}
Wir errechnen {\displaystyle {\ddot {x}}_{t+1}} also durch eine konvexe Linearkombination aus {\displaystyle x_{t}} und {\displaystyle {\ddot {x}}_{t}}. Dabei ist {\displaystyle \lambda } das Gewicht der aktuellen Beobachtung {\displaystyle x_{t}}. Die EWMA-Karte basiert auf der exponentiellen Glättung erster Ordnung. Ausgehend von einem Startwert {\displaystyle z_{0}} wird in jedem Zeitpunkt {\displaystyle t} mit Hilfe der exponentiellen Glättung erster Ordnung ein Schätzwert von {\displaystyle x_{t+1}} bestimmt. Diesen bezeichnet man mit {\displaystyle z_{t}}. Wir ersetzen in Gleichung {\displaystyle {\ddot {x}}_{t+1}=\lambda x_{t}+(1-\lambda ){\ddot {x}}_{t}} also {\displaystyle {\ddot {x}}_{t+1}} durch {\displaystyle z_{t}} und {\displaystyle {\ddot {x}}_{t}} durch {\displaystyle z_{t-1}} und erhalten folgende Gleichung
{\displaystyle z_{t}=\lambda x_{t}+(1-\lambda )z_{t-1}}
Dabei gilt {\displaystyle 0\leq \lambda \leq 1}. In der Regel setzt man {\displaystyle z_{0}=\mu _{0}}.
Es gilt:
{\displaystyle {\begin{aligned}z_{t}&=\lambda x_{t}+(1-\lambda )\lambda x_{t-1}+\ldots +(1-\lambda )^{t-1}\lambda x_{1}+(1-\lambda )^{t}z_{0}\\&=\lambda \sum _{j=0}^{t-1}(1-\lambda )^{j}x_{t-j}+(1-\lambda )^{t}z_{0}\end{aligned}}}
Um die Qualitätsregelkarte aufstellen zu können, benötigen wir den Erwartungswert {\displaystyle \operatorname {E} (Z_{t})} und die Varianz {\displaystyle \operatorname {Var} (Z_{t})}. Die Grenzen der EWMA-Karte berechnet man dann durch
obere Grenze = {\displaystyle \operatorname {E} (Z_{t})+L{\sqrt {\operatorname {Var} (Z_{t})}}}
untere Grenze = {\displaystyle \operatorname {E} (Z_{t})-L{\sqrt {\operatorname {Var} (Z_{t})}}}
Ist der Prozess unter Kontrolle, so gilt {\displaystyle \operatorname {E} (X_{t})=\mu _{0}} für alle {\displaystyle t}. Hieraus folgt
{\displaystyle \operatorname {E} (Z_{t})=\mu _{0}}
Wenn man davon ausgeht, dass die {\displaystyle X_{t}} unabhängig mit identischer Varianz {\displaystyle \sigma ^{2}} sind, dann gilt
{\displaystyle \operatorname {Var} (Z_{t})=\sigma ^{2}{\frac {\lambda \left(1-(1-\lambda )^{2t}\right)}{2-\lambda }}}
Die Grenzen der EWMA-Karte sind also
obere Grenze = {\displaystyle \mu _{0}+L\sigma {\sqrt {{\frac {\lambda }{2-\lambda }}\left(1-(1-\lambda )^{2t}\right)}}}
Mittellinie         = {\displaystyle \mu _{0}}
untere Grenze = {\displaystyle \mu _{0}-L\sigma {\sqrt {\frac {\lambda \left(1-(1-\lambda )^{2t}\right)}{2-\lambda }}}}
Man sieht, dass die Grenzen der EWMA-Karte mit wachsendem {\displaystyle t} immer stabiler werden. Aus {\displaystyle 0\leq \lambda \leq 1} folgt
{\displaystyle \lim _{t\to \infty }(1-\lambda )^{2t}=0}
Also gilt:
{\displaystyle \lim _{t\to \infty }\operatorname {Var} (Z_{t})=\lim _{t\to \infty }\sigma ^{2}{\frac {\lambda \left(1-(1-\lambda )^{2t}\right)}{2-\lambda }}=\sigma ^{2}{\frac {\lambda }{2-\lambda }}}
Die approximativen Grenzen der EWMA-Karte sind also
LCL = {\displaystyle \mu _{0}-L\sigma {\sqrt {\frac {\lambda }{2-\lambda }}}}
CL   = {\displaystyle \mu _{0}}
UCL = {\displaystyle \mu _{0}+L\sigma {\sqrt {\frac {\lambda }{2-\lambda }}}}